# NGC 6854
NGC 6854 (również PGC 64080) – galaktyka eliptyczna (E/SB0), znajdująca się w gwiazdozbiorze Lunety. Odkrył ją 9 lipca 1834 roku John Herschel.